# Бела Варади
Бела Варади (мађ. Várady Béla; Гемерселеш, 12. април 1953 — Естергон, 23. јануар 2014) био је мађарски фудбалски репрезентативац који је играо на позицијама нападача. Играо је за репрезентацију Мађарске на Светском првенству у фудбалу 1978. године.

## Каријера
Каријеру је започео у Путноку, а потом наставио у Оздону. Од 1971. године био је нападач Вашаша. Од 1983. године је две сезоне играо за француски ФК Тур. Након тога се накратко вратио у мађарску лигу, а потом завршио каријеру у нижелигашима.
Био је познат по снажним ударцима. Једном приликом, на самом крају првог полувремена шампионата у Чепелу, саиграчи су му дали знак да шутне лопту далеко, да би до повратка полувреме било готово. Након огромног бомбашког ударца са средине терена, лопта је ипак ушла у гол одбивши се од пречке. Тада су навијачи Вашаша испевали су и риму: „Бела, Бела, Белушка, пуца као пушка…

## Репрезентација
Између 1972-82. година постигао је 13 голова на 36 утакмица. Био је члан тима који је освојио сребрну медаљу на Олимпијским играма у Минхену 1972. године. Био је члан екипе која је играла на Светском првенству 1978. године у Аргентини, али због повреде није наступио ни на једном мечу.

## Достугнућа
- Првенство Мађарске
  - шампион: 1976/77.
  - најбољи стрелац: 1976/77. (36 голова)
  - Сребрна копачка Европе: 1976/77.
- Куп Мађарске (МНК)
  - победник: 1973, 1981
- Фудбал на Летњим олимпијским играма
  - освајач сребрне медаље: 1972, Минхен
- Члан Вашашове куће славних (2011)